# Овчинников, Георгий Иванович (военный деятель)
Гео́ргий Ива́нович Овчи́нников (4 (16) сентябрь 1896 — 2 августа 1971) — русский и советский военный деятель, участник Первой мировой войны и Гражданской войны в России, комдив (1935).

## Биография
Родился в 4 (16) сентября 1896 г. в г. Цесис Курляндской губернии в семье русского учителя городского училища. Учился в гимназии в Митаве, после чего поступил в Кенигсбергский университет, который окончил в 1912 г.
В 1916 году  был призван в Русскую императорскую армию в качестве вольноопределяющегося. В марте 1917 г. окончил третью Петергофскую школу прапорщиков.
В том же году вступил в РСДРП, а в октябрьские дни 1917 года принимал участие в штурме Зимнего дворца. Затем был направлен в Двинск, где формировал отряды Красной гвардии.
С января 1918 г. в РККА назначен командиром 1-го Рабоче-Крестьянского полка, который в февральско-мартовские дни преградил вместе с другими частями Красной армии путь немецким оккупантам к Петрограду. Был захвачен в плен чехами и приговорен ими за «измену» и службу в Красной армии к расстрелу. Из плена сумел бежать. Летом 1918 г. работает в Тамбове инспектором по формированию частей Красной Армии, а в конце июня его уже переводят военным руководителем Шадринского направления Северо-Урало-Сибирского фронта. В июле—сентябре командует Восточной дивизией (впоследствии 1-й Уральской) — одним из первых соединений регулярной Красной армии на Урале. В октябре после реорганизации и слияния 1-й и 2-й дивизий в сводную Уральскую дивизию Г. И. Овчинникова назначают начальником этой дивизии. Он командовал ею во время ожесточённых боёв с белогвардейцами на Алапаевском и Нижнетагильском направлениях и был отмечен благодарностью командующего 3-й армией Рейнгольда Иосифовича Берзина. С 26 октября 1918 г. начальник сформированной на территории Осинского уезда Пермской губернии 5-й Уральской стрелковой дивизии, переименованной позднее в 21-ю Пермскую стрелковую дивизию. С огромной энергией 22-летний начдив взялся за организацию новой дивизии. Эта работа проходила в условиях непрерывных боёв с белогвардейцами. Ближайшим другом и помощником Овчинникова был комиссар дивизии — бывший политкаторжанин Адольфа Михайловича Лиде, который по праву считался в те годы одним из лучших комиссаров РККА. С ноября 1918 г. по февраль 1919 г. дивизия Овчинникова героически защищала подступы к Осе. Когда превосходящие силы колчаковцев захватили Оханск и Осу, дивизия в упорных боях сдерживала дальнейшее наступление белогвардейцев. Летом 1919 21-я стрелковая дивизия 2-й армии форсировала Каму и 21 июня освободила Осу. Враг не смог задержать продвижение советских войск. 29 июня части 21-й и 28-й дивизий под ураганным огнём противника переправились через Ирень. Вечером 30 июня 1919 года полки 21-й дивизии атаковали позиции белогвардейцев на подступах к Кунгуру, где завязались тяжёлые бои. 1 июля над Кунгуром взвился красный флаг. Из приказа Реввоенсовета Республики № 308 от 13 ноября 1919 г.: «Награждается орденом Красного Знамени начальник 21-й стрелковой дивизии Г. И. Овчинников за крупные военные заслуги, выразившиеся в руководстве боевыми операциями на Восточном и Юго-Восточном фронтах, каковые, благодаря его личной храбрости, энергии, умению и прекрасным боевым качествам, сопровождались неизменным успехом». Стремительно развертывая наступление и окончательно сломив сопротивление белых, 28-я и 21-я стрелковые дивизии к исходу 14 июля вступили в Екатеринбург. Командующий 2-й армией Василий Иванович Шорин горячо благодарил Овчинникова за умелое руководство боевыми действиями дивизии. В августе часть 21-й дивизии направилась на Южный фронт. Владимир Ильич Ленин предложил использовать Реввоенсовету Республики использовать её для скорейшего разгрома белогвардейской конницы генерала Мамонтова. Но обстановка на фронтах гражданской войны осложнилась, что полкам дивизии пришлось сражаться одновременно на трёх фронтах: Восточном, Петроградском (против войск генерала Юденича) и Южном. В развернувшемся в конце 1919 г. наступлении Красной армии на Южном фронте 21-я Пермская дивизия уже в полном составе участвовала в освобождении от деникинцев Новохоперска, Калача, Богучара, Миллерово, Каменска, Новочеркасска. В марте 1920 года приказом командующего 9-й армией Иеронима Петровича Уборевича Овчинников назначается заместителем командира. Для окончательного разгрома войск Деникина командование армии создает ударную группировку в составе 21-й и 23-й дивизий и сводного конного корпуса. Во главе группы был поставлен Георгий Овчинников. 17 марта после ожесточённого боя группа освободила Екатеринодар. Во время боя Овчинников участвовал в кавалерийских атаках, был ранен, но остался в строю. 27 марта ударная группы выбила деникинцев из Новороссийска. В книге «Командарм I ранга» работники штаба 9-й армии В. Севастьянов и П. Егоров писали, что И. П. Уборевич «восторгался героизмом бойцов, командиров и политработников, находчивостью командующего ударной группой Г. И. Овчинникова». После разгрома деникинской армии 21-я стрелковая дивизия была переброшена на Западный фронт для борьбы с белополяками в районе Борисова. В июле 1920 г. командир 40-й стрелковой дивизии и принимал участие в разгроме врангелевцев. Когда в феврале 1921 г. 21-я Пермская дивизия отправилась на Алтай для ликвидации вооруженных формирований полковника Кайгородова на Алтае и генерала Бакича в Монголии, её вновь возглавил Г. И. Овчинников. 3 сентября 1922 г. в Томске делегация представителей Пермского губисполкома вручила дивизии Красное знамя и подарки трудящихся Пермской губернии. В 1923 г. окончил Высшие академические курсы при Военной академии РККА. С июля 1927 г. — военный руководитель Ленинградского государственного университета. В 1929 г. окончил КУВНАС при Военной академии имени М. В. Фрунзе. С февраля 1930 г. — начальник военной подготовки учащихся гражданских учебных заведений Ленинградского военного округа. После введения персональных званий для личного состава Красной армии и флота 22 декабря 1935 г. ему было присвоено звание комдива приказом Народного комиссариата обороны СССР № 2652.
Арестован 21 марта (по другим данным — 14 марта) 1938 г. Военным трибуналом Ленинградского военного округа 27 июня 1939 г. по обвинению в участии в военном заговоре приговорен к расстрелу. Военная коллегия Верховного суда СССР 23 июля 1939 г. заменила высшую меру наказания на десять лет заключения в исправительно-трудовом лагере. Наказание отбыл полностью в лагерях под Тавдой, Туринском и Режем. После освобождения из лагеря в 1948 г. был направлен на поселение в с. Пихтовка Новосибирской области. Определением Военной коллегии от 26 ноября 1955 г. реабилитирован. Из ссылки освобожден 7 января 1956 г. После реабилитации — персональный пенсионер. Занимался общественной работой. С 1960 г. жил в пос. Колывань. Автор мемуаров о Гражданской войне в России.
Умер 2 августа 1971 г.

## Воинские звания
Комдив — 22.12.1935.

## Награды
Орден Красного Знамени (1919. Знак ордена № 476);
Орден Красной звезды (1967);
Почетная грамота Комитета народного контроля.

## Память
Почётный житель города Оса Пермского края.
25 июня 1969 года его именем была названа одна из улиц (бывшая Бырминская) в селе Калинино Кунгурского муниципального округа Пермского края.
Имя Овчинникова занесено на мемориальную доску, установленную на железнодорожном вокзале г. Артемовского (быв. Егоршино) Свердловской области.